# Lino Saputo
Pour les articles homonymes, voir Saputo (homonymie).
Emanuele "Lino" Saputo (né en 1937 à Montelepre, en Italie) est un homme d'affaires italo-canadien du Québec. Avec sa famille, il a fondé en 1954 l'entreprise de produits laitiers Saputo.

## Biographie
Aussitôt après ses études secondaires en 1952, il émigre au Canada avec sa famille. Il travaille d’abord dans une charcuterie et se familiarise avec le marché alimentaire montréalais. Il constate qu’on n’y trouve pas le fromage que son père fabriquait en Italie. Lino Saputo convainc alors son père de travailler à son compte et c’est ainsi, qu’en septembre 1954, Giuseppe, Maria, Lino ainsi que ses frères et ses sœurs fondent l’entreprise qui porte leur nom. Dès ce moment, ils conjuguent leurs efforts afin de permettre à la petite entreprise familiale de prospérer.
Lino et Mirella se rencontrent à Montréal en 1960 et trois ans plus tard, ils célèbrent leur mariage. Le couple a ensuite fondé une famille grâce à la venue de trois enfants, Joey (1964), Lino Jr. (1966) et Nadia (1968).
En 1969, Lino Saputo succède officiellement à son père à la direction de l’entreprise et est nommé président du conseil d’administration et président de la Société. 
En 1998, Lino Saputo devient président du conseil d’administration et chef de la direction de Saputo. En mars 2004, son fils Lino A. Saputo, Jr. est nommé président et chef de la direction de l’entreprise. Lino Saputo continue d’assurer la présidence du conseil d’administration.
Il est cité en novembre 2017, dans les révélations des Paradise Papers.

## Fondation Mirella & Lino Saputo
En 1979, à l’occasion du 25e anniversaire de Saputo, Lino et sa famille décident de mettre sur pied une fondation. La Fondation choisit d’encourager en premier lieu les causes venant en aide aux enfants malades et handicapés. Lorsqu’en 1997, Saputo inc. devient une société publique, Mirella et Lino Saputo décident d’assurer la responsabilité financière et administrative de la Fondation. Ainsi, la Fondation Mirella et Lino Saputo voit le jour sous sa forme actuelle. Son action communautaire s’élargit pour englober des causes venant en aide aux personnes handicapées, aux personnes âgées, et aux personnes issues de l'immigration. En avril 2007, Mirella et Lino Saputo reçoivent le prix Mérite philanthropique dans le cadre du concours Les Mercuriades 2007. 
Dans les dernières années, la Fondation Mirella & Lino Saputo ont fait des dons importants. D'abord, un don de 10 millions a permis la création de MUSCO, un projet collaboratif de quatre hôpitaux pédiatriques montréalais pour les soins et les interventions auprès d'enfants atteints de problèmes musculosquelettiques complexes. Ensuite, la Fondation, en partenariat avec la Fondation Amelia et Lino Saputo Jr., donna 10 millions pour financer et créer le Centre de transformation sociale SHIFT. Alliant le savoir universitaire et l’expertise communautaire à l’entrepreneuriat étudiant, ce centre donnera aux gens les moyens de prendre mesures ambitieuses, créatives et efficaces pour bâtir une société plus forte et en meilleure santé..  Ce don est d'ailleurs parmi les plus importants de l'histoire de l'Université Concordia .
La Fondation Mirella & Lino Saputo privilégie trois missions premières. Le bien être des personnes vivant avec un handicap, les personnes âgées et les personnes issues de l'immigration.   

## Liens avec la mafia
En avril-mai 1992, il assiste aux funerailles du mafioso Joe LoPresti.
En juillet 1980, Lino Saputo tente d’obtenir l’autorisation d’acheter du lait pour fabriquer de la mozzarella dans une petite ville américaine où il vient d’acheter une usine. Sa demande prend des proportions inattendues. Une trentaine de témoins défilent devant Charles D. Breitel, le juge en chef à la retraite de la Cour d’appel de l’État de New York. Quelque 1 500 pages de documents sont déposées en preuve. Eugene Ehmann, le policier de l’Arizona qui a découvert une riche documentation dans les poubelles de Joe Bonanno, est aux premières loges de cette affaire.

Une enquête policière d’envergure, menée dans plusieurs États américains avec la collaboration du FBI et de la GRC, alimentera l’audience. L’État de New York rejette une demande de permis. Vêtu d’un complet, Lino Saputo écoute attentivement. Un avocat du département de l’Agriculture de l’État de New York parle de lui et de ses liens avec des membres de la mafia.
Considérant la preuve présentée, L’État de New York rejettera finalement sa demande de permis. Dans ses conclusions, le juge en chef à la retraite de la Cour d’appel de l’État de New York, Charles D. Breitel, mentionne notamment que: « Joseph Bonanno avait un intérêt économique significatif sur une période de temps considérable avec plusieurs entreprises canadiennes de fromage appartenant à des membres de la famille Saputo et à Lino Saputo en particulier. » - Extrait du rapport Breitel (1980)
Dans une émission diffusée le 16 janvier 2020, Les journalistes Marie-Maude Denis et Gaétan Pouliot (Enquête, Radio-Canada) dévoilent que l'homme d'affaires Lino Saputo a entretenu une relation clandestine jusqu’à la fin des années 70 avec Joe Bonanno, l’un des plus importants chefs mafieux de l’histoire des États-Unis. L'émission révèle, selon des preuves obtenues par des agents du FBI dans le cadre d'une opération clandestine, que Joe Bonanno avait un intérêt financier secret dans les Fromages Saputo. Des images, tirées d'un extrait vidéo des noces d’or de Nicolo Rizzuto et de Libertina Manno en 1995, à Montréal, présentent deux importants actionnaires d’entreprises de la famille Saputo: Giuseppe Borsellino et Elina Saputo, qui posent pour la caméra aux côtés des patriarches du clan mafieux. Les journalistes Marie-Maude Denis et Gaétan Pouliot expliquent les ramifications de leur enquête journalistique à l'émission Tout le monde en parle du 19 janvier 2020.
M. Saputo a nié à plusieurs reprises ces allégations, écrivant dans son livre Lino Saputo, entrepreneur: Vivre nos rêves, qu'il a respecté la loi, gardé ses distances avec les organisations criminelles et évité de croiser les mauvaises personnes".

## Distinctions et décorations
- 1997 : Médaille de l'ordre du mérite de la République italienne, 2è classe : Grand Officier[9]
- 2010 : Doctorat honoris causa, Université de Montréal[10]
- 2011 : National Cheese Institute Laureate Award, International Dairy Foods Association[11]
- 2011 : Officier de l’Ordre national du Québec[12]
- 2012 : Membre de l’Ordre du Canada
- 2012 : Grand Montréalais, catégorie économique
- 2014 : Compagnon, Panthéon des personnalités canadiennes des affaires[13]
- 2015 : Prix des fondateurs de l’Institut Fraser[14]
- 2015 : Doctorat honoris causa, Université Concordia [15]
- 2016 : Commandeur de l'ordre de Montréal[16]
- 2016 : Prix Entreprise familiale par excellence, Ernst & Young (remis à la famille Saputo)[11]
- 2018 : Cercle des Grands entrepreneurs du Québec[17]
- 2018 : Prix Donat-Roy, Conseil de l’industrie laitière[18]